# Battaglia terrestre

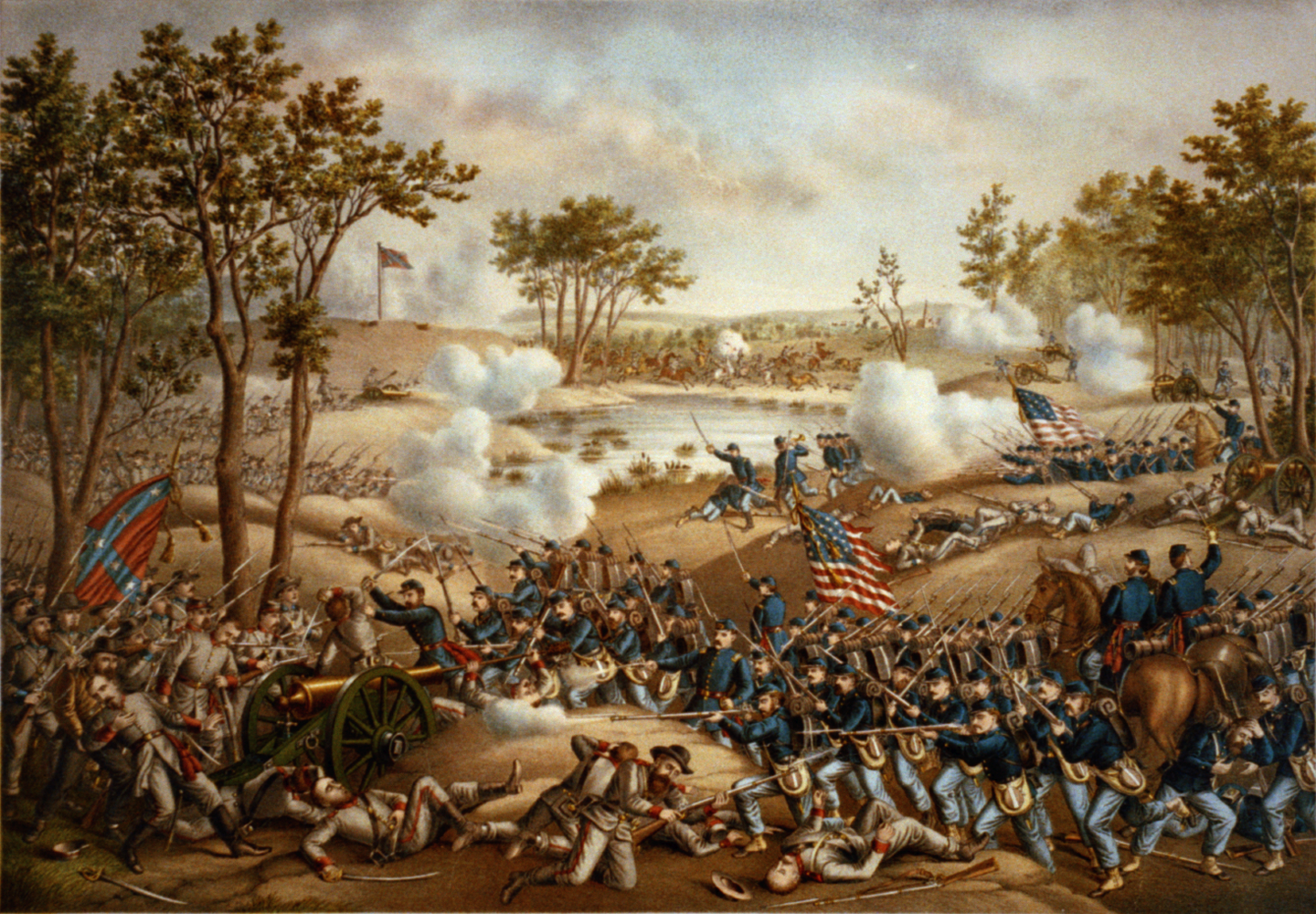
La Battaglia di Cold Harbor

Per battaglia terrestre si intende un combattimento armato unicamente fra unità militari terrestri.

## Battaglia terrestre
Generalmente la battaglia campale prevede l'incontro (e il relativo scontro) fra due (o più) eserciti ordinati in campo aperto, distante da fortificazioni di tipo permanente.

### Alcuni esempi famosi di battaglie campali
- Battaglia di Maratona
- Battaglia di Waterloo
- Battaglia della Somme
- Battaglia di El-Alamein
- Battaglia di Stalingrado

## Assedio
L'assedio è un tipo di battaglia terrestre che consiste in un assediante e in un assediato.

L'assediante si pone come obiettivo quello di isolare, cingendo con le proprie forze, tutti i lati della città, della piazzaforte o quale che sia l'obiettivo; in tal modo si può presagire una resa obbligata per fame (essa dipende però dalle disponibilità di cibo e quant'altro entro le mura). Alternativamente l'attaccante può tentare un assalto diretto, mettendo però così in evidenza il naturale vantaggio del difensore.

### Alcuni esempi famosi di assedi
- Assedio di Troia
- Assedio di Torino
- Assedio di Leningrado
- Assedio di Gerusalemme
- Assedio di Gaeta (1860)
- Assedio di Sebastopoli

## Battaglia d'incontro
Essa avviene quando due eserciti intenti a manovrare si incontrano. È bene precisare però che il tipo di manovra può essere fine allo scontro con il nemico, dunque la circostanza può avere nella maggior parte dei casi (specie nei tempi più moderni) un margine molto limitato di causalità.

### Alcuni esempi di battaglie d'incontro
- Battaglia di Tannenberg
- Prima battaglia dei laghi Masuri
- Prima battaglia della Marna